# Uppers (album)
Uppers er titlen på det album de danske musikere Claus Hempler og Dicte udgav sammen den. 10. november 2017. Det blev udgivet af selskabet Stunt Records og indeholdt i alt ni sange skrevet af de to i fællesskab.
Albummet blev generelt godt modtaget af anmelderne. 'Uppers' fik 4 stjerner i musikmagasinet Gaffa, og på sit eget website omtalte Gaffa-anmelder, Ivan Rod, albummet i rosende vendinger:
"Det er ganske enkelt et sublimt album, det gamle makker- og kærestepar, Dicte og Claus Hempler nu sender på gaden. Et album, der for denne lytter – som tillader sig at slå stort brød op – minder om Lou Reeds og John Cales mesterværk, Songs for Drella, fra 1990."

## Baggrund
I et interview med dagbladet B.T. har Dicte forklaret, at ideen til at lave et album sammen opstod, da hun opdagede, hvor mange halvfærdige sange og skitser Hempler havde liggende. Ifølge hende er Hempler typen, der har godt af en venskabelig skulder i siden, for at komme i gang med sine pladeprojekter. Det fik han, og dermed startede projektet, der blev til albummet "Uppers".

## Spor
1. "Practise Makes Perfect" - (4:19)
2. "Sheep Dreams" - (3:45)
3. "Everything Will Come True" - (4:23)
4. "What Love Can Do" - (3:22)
5. "Uppers" - (3:43)
6. "My Thoughts Go Out Like Wild Horses" - (4:55)
7. "Teen" - (3:15)
8. "Sunshine Meltdown" - (5:50)
9. "The Brakes Don't Work" - (5:00)